# Atelier of Witch Hat – Das Geheimnis der Hexen
Atelier of Witch Hat – Das Geheimnis der Hexen (jap. とんがり帽子のアトリエ Tongari Bōshi no Atorie) ist eine Manga-Serie von Kamome Shirahama, die seit 2016 in Japan erscheint. 

## Inhalt
Das Mädchen Coco ist bei ihrer Mutter in einem kleinen Dorf aufgewachsen und träumt davon, Hexe zu werden. Doch ist sie ohne magische Begabung, die sie dafür von Geburt an in sich tragen müsste. Dennoch hütet sie ein magisches Bilderbuch und einen alten Zauberstab, die ihr einmal geschenkt wurden, wie einen Schatz. Eines Tages kommt der reisende Zauberer Quiffrey in ihr Dorf. Als sie ihm bei der Reparatur eines Wagens helfen soll, erlebt Coco zum ersten Mal Magie. Sie lernt, dass sie durch Schrift und Zeichnungen gewirkt wird und nicht durch Sprüche. So probiert sie gleich die Bilder aus ihrem Buch aus und es gelingen ihr einige Zauber. Doch beim weiteren Experimentieren mit unbekannten Zaubern versteinert Coco ihre Mutter. Nur Quiffrey bewahrt sie vor dem gleichen Schicksal. Eigentlich will er ihr Gedächtnis löschen, da sie das Geheimnis der Zauberei kennt: Jeder kann mit den richtigen Zeichnungen und einem Zauberstab zaubern. Doch da er auch an das Buch kommen will, nimmt er Coco stattdessen als Lehrling auf. Gemeinsam mit ihr und seinen weiteren Lehrlingen untersucht er die bösen Zauber und deren Urheber, die in Cocos Buch stehen.

## Veröffentlichungen
Der Manga erscheint seit Juli 2016 im Magazin Morning two bei Kodansha. Der Verlag bringt die Kapitel auch gesammelt in bisher 14 Bänden heraus (Stand: Mai 2025). Auf Deutsch erscheint die Serie seit Oktober 2018 bei Egmont Manga mit bisher zwölf Bänden. Die Übersetzung stammt von Cordelia Suzuki. Der amerikanische Ableger von Kodansha bringt eine englische Fassung heraus, Pika Édition eine französische, Planet Manga eine italienische, Kotori eine polnische und Istari Comics eine russische. Auf Spanisch erscheint die Serie bei Editorial Ivréa in Argentinien, bei Panini Comics in Mexiko und bei Milky Way Ediciones in Spanien. 
| Band | Japanisch        | Japanisch              | Deutsch          | Deutsch                |
| Band | Veröffentlichung | ISBN                   | Veröffentlichung | ISBN                   |
| ---- | ---------------- | ---------------------- | ---------------- | ---------------------- |
| 01   | 23. Jan. 2017    | ISBN 978-4-06-388690-0 | 4. Okt. 2018     | ISBN 978-3-7704-9961-8 |
| 02   | 23. Aug. 2017    | ISBN 978-4-06-510138-4 | 2. Nov. 2018     | ISBN 978-3-7704-9962-5 |
| 03   | 23. Feb. 2018    | ISBN 978-4-06-510930-4 | 10. Jan. 2019    | ISBN 978-3-7704-9963-2 |
| 04   | 21. Sep. 2018    | ISBN 978-4-06-512681-3 | 7. März 2019     | ISBN 978-3-7704-9964-9 |
| 05   | 23. Mai 2019     | ISBN 978-4-06-515597-4 | 4. Okt. 2019     | ISBN 978-3-7704-5694-9 |
| 06   | 21. Nov. 2019    | ISBN 978-4-06-517778-5 | 5. März 2020     | ISBN 978-3-7704-5697-0 |
| 07   | 22. Mai 2020     | ISBN 978-4-06-519266-5 | 3. Dez. 2020     | ISBN 978-3-7704-2615-7 |
| 08   | 23. Dez. 2020    | ISBN 978-4-06-521625-5 | 8. Okt. 2021     | ISBN 978-3-7704-2722-2 |
| 09   | 21. Juli 2021    | ISBN 978-4-06-524100-4 | 10. Sep. 2022    | ISBN 978-3-7704-2932-5 |
| 10   | 21. Apr. 2022    | ISBN 978-4-06-527412-5 | 18. Jan. 2023    | ISBN 978-3-7555-0052-0 |
| 11   | 21. Okt. 2022    | ISBN 978-4-06-529605-9 | 10. Okt. 2023    | ISBN 978-3-7555-0112-1 |
| 12   | 22. Juni 2023    | ISBN 978-4-06-531969-7 | 11. Juni 2025    | ISBN 978-3-7555-0317-0 |
| 13   | 22. Feb. 2024    | ISBN 978-4-06-534652-5 | 9. Dez. 2025     | ISBN 978-3-7555-0590-7 |
| 14   | 23. Apr. 2025    | ISBN 978-4-06-539182-2 |                  |                        |

Ein Ableger zur Serie erscheint seit November 2019 im Morning two unter dem Titel Tongari Bōshi no Kitchen (とんがり帽子のキッチン). Sie wird gezeichnet von Hiromi Sato und wurde auch in bisher fünf Sammelbänden herausgegeben. Eine englische Fassung erscheint bei Kodansha USA, eine italienische bei Planet Manga.
Für 2025 wurde eine Adaption der Geschichte als Anime-Fernsehserie angekündigt.

## Rezeption
Bereits der erste Band gelangte in Japan in die Manga-Verkaufscharts, mit 48.000 Verkäufen auf Platz 38. Auch die folgenden Bände gelangten in die Charts. So konnte sich Band 4 mit 106.000 verkauften Exemplaren drei Wochen lang in der Bestenliste halten. Weltweit verkaufte der Manga bis 2022 über 2,5 Millionen Bände. 2020 wurde die Serie mit dem Eisner Award für die beste Übersetzung eines internationalen Materials ins Englische ausgezeichnet. Weiterhin gab es 2018 und 2020 Nominierungen für den Kōdansha-Manga-Preis 2019 wurde die Serie beim Festival International de la Bande Dessinée d’Angoulême für den Jugendpreis nominiert und 2020 für den Harvey Award.
Für ältere Leser sei „vor allem der kauzige Lehrmeister des Quartetts ein Gewinn, der selbst gern aus der Reihe tanzt“, so Sabine Scholz im Tagesspiegel. „Die Geschichte selbst besteht aus traditionellen Coming-of-Age-Motiven, rasanten Action-Szenen und magischen Ideen wie Schreibfedern als Zauberwerkzeug, wundersamen Zauberstädten und fremden Wesen“. Auf die sonst oft in Manga zu findenden Rasterfolien verzichtet Shirahama ganz und setzt stattdessen lebendige Schraffuren ein, was die Anmutung antiker Illustrationen verleihe. In akribischer Handarbeit entstünden so prächtige Illustrationen.